# Armenischer Fußballpokal 2000
Der armenische Fußballpokal 2000 war die neunte Austragung des Pokalwettbewerbs in Armenien.
16 Mannschaften waren startberechtigt. MIKA Aschtarak gewann zum ersten Mal den Pokal. Im Finale wurde der Zvartnots-AAL Jerewan mit 2:1 besiegt. MIKA qualifiziert sich damit für den UEFA-Pokal 2000/01.

## Modus
Der Pokal wurde in vier Runden ausgetragen. Bis zum Halbfinale wurden die Sieger in Hin- und Rückspiel ermittelt. Bei Torgleichstand entschied zunächst die Anzahl der Auswärts erzielten Tore, danach eine Verlängerung, wurde in dieser nach zweimal 15 Minuten keine Entscheidung erreicht, folgte ein Elfmeterschießen, bis der Sieger ermittelt war. Das Finale wurde in einem Spiel in Abowjan ausgetragen.

## Achtelfinale
Die Hinspiele fanden am 18. März 2000, die Rückspiele am 29. März 2000 statt.
|                     | Gesamt       |                          | Hinspiel | Rückspiel |
| ------------------- | ------------ | ------------------------ | -------- | --------- |
| FC Schirak Gjumri   | 5:0          | FC Dinamo Jerewan 2      | 1:0      | 4:0       |
| FC Kilikia Jerewan  | 1 kampflos 1 | FC Lori Wanadsor         | –        | –         |
| FC Dinamo Jerewan   | 3:0          | FIMA Jerewan             | 2:0      | 1:0       |
| FC Dwin Artaschat   | 01:17        | FC Zvartnots-AAL Jerewan | 00:10    | 0:7       |
| Araks Ararat        | 12:00        | FC Kotajk Abowjan        | 8:0      | 4:0       |
| FC Karabach Jerewan | 2:9          | MIKA Aschtarak           | 1:8      | 1:1       |
| SC Nairi Jerewan    | 1 kampflos 1 | Lernagorts Kapan         | –        | –         |
| FA Ararat Jerewan   | 6:0          | Armenikum Jerewan        | 2:0      | 4:0       |

## Viertelfinale
Die Hinspiele fanden am 9. April 2000, die Rückspiele am 19. April 2000 statt.
|                          | Gesamt |                     | Hinspiel | Rückspiel |
| ------------------------ | ------ | ------------------- | -------- | --------- |
| FC Schirak Gjumri        | 1:2    | FC Kilikia Jerewan  | 0:1      | 1:1       |
| FC Zvartnots-AAL Jerewan | 4:2    | FC Dinamo Jerewan 2 | 3:0      | 1:2       |
| MIKA Aschtarak           | 2:1    | Araks Ararat        | 0:1      | 2:0       |
| FA Ararat Jerewan        | 4:0    | Lernagorts Kapan    | 4:0      | 1 – 1     |

## Halbfinale
Die Hinspiele fanden am 4. Mai 2000, die Rückspiele am 13. Mai 2000 statt.
|                          | Gesamt |                    | Hinspiel | Rückspiel |
| ------------------------ | ------ | ------------------ | -------- | --------- |
| FA Ararat Jerewan        | 4:5    | MIKA Aschtarak     | 3:4      | 1:1       |
| FC Zvartnots-AAL Jerewan | 1:0    | FC Kilikia Jerewan | 1:0      | 10:0 1    |

## Finale
| MIKA Aschtarak                                 | MIKA Aschtarak | FC Zvartnots-AAL Jerewan | FC Zvartnots-AAL Jerewan |
| ---------------------------------------------- | --- | --- | ------------------------ |
| MIKA Aschtarak                                 | \| 27. Mai 2000 in Jerewan (Abowjan-Stadtstadion) \| \| Ergebnis: 2:1 (1:1) \| \| Zuschauer: 4.500 \| \| Schiedsrichter: Karen Nalbandjan \| | \| 27. Mai 2000 in Jerewan (Abowjan-Stadtstadion) \| \| Ergebnis: 2:1 (1:1) \| \| Zuschauer: 4.500 \| \| Schiedsrichter: Karen Nalbandjan \| | FC Zvartnots-AAL Jerewan |
| MIKA Aschtarak                                 | Tigran Aslanjan – Armen Petikjan, Arsen Dallakjan, Aram Awanesjan, Haik Babajan (61. Sarkis Nordikjan) – Rasmik Hajrapetjan (54. Karen Muradjan), Armen Markosjan, Grigor Mkrttschjan, Abraham Chaschmanjan – Samvel Nikoljan (84. Gor Oganesjan), Albert Adschemjan Cheftrainer: Eduard Markarow | Eduard Jeritsjan – Haik Narimanjan, Lewon Mkrttschjan, Geworg Miridschanjan, Artak Adamjan (25. Sarkis Nasarjan) – Haik Geworgjan , Wahram Lobjan (80. Mkrtitsch Oganesjan), Artur Asojan, Sewada Arsumanjan – Nwer Chatschatrjan, Mher Awanesjan Cheftrainer: Samvel Ghasaboghljan | FC Zvartnots-AAL Jerewan |
| MIKA Aschtarak                                 | 1:0 Grigor Mkrttschjan (33.) 2:1 Sarkis Nordikjan (75.) | 1:1 Mher Awanesjan (44.) | FC Zvartnots-AAL Jerewan |
| MIKA Aschtarak                                 | Albert Adschemjan, Haik Babajan | Geworg Mirijanjan, Haik Geworgijan | FC Zvartnots-AAL Jerewan |
| MIKA Aschtarak                                 | Geworg Mirijanjan | | FC Zvartnots-AAL Jerewan |
| 27. Mai 2000 in Jerewan (Abowjan-Stadtstadion) | | |                          |
| Ergebnis: 2:1 (1:1)                            | | |                          |
| Zuschauer: 4.500                               | | |                          |
| Schiedsrichter: Karen Nalbandjan               | | |                          |